# Ми-60
Ми-60 е триместен лек хеликоптер. За първи път е показа на авиоизложението в Москва през 2001 година. Хеликоптерът има главен ротор с три перки и опашен ротор с две.

## История
През 1993 г. КБ Мил получава задание от руския Държавен комитет за развитие на науката и техниката да създаде лек учебен триместен хеликоптер. Новият модел получава името Ми-60МАИ.
Освен за учебни цели хеликоптерът е предназначен за превоз на леки товари и екомониторинг.
Общата цена на разработката е около 30 млн. долара, а цената на една бройка се изчислява на около 140-150 000 долара. Разаработката е под ръководството на М.Н. Тишненко от Московския авиационен институт.

## Технико-тактически данни
Хеликоптерът Ми-60МАИ е изпълнен по класическата едновинтова схема със заден рулеви винт. Носещият винт е трилопатен, а рулевия – двулопатен. Фюзелажът в голяма степен е изпълнен от композитни материали. Кабината е двуместна – за пилот и пътник и е широко остъклена. На всяка страна е монтирана по една шарнирно закрепена врата, която се отваря навън. Шасито е от типа „шейна“ и не се прибира по време на полет.
Хеликоптерът е снабден с два двигателя Д-150 с мощност 150 hp. Разположени са в задната част на корпуса, еди до друг, непосредствено зад пилотската кабина.
Под пода на кабината са монтирани два горивни резервоара. Системата за управление е дублирана.